# Joan McLagan
Joan Marjorie McLagan (* 2. Dezember 1922 in Ventura, Vereinigte Staaten als Joan Langdon; † 15. März 2022 in Chilliwack) war eine kanadische Schwimmerin.

## Leben
Joan McLagan stellte unter ihrem Mädchennamen Langdon bereits im Alter von 13 Jahren einen nationalen Rekord über 200 m Brust auf. Beim Wettkampf um den kanadischen Startplatz für die Olympischen Sommerspiele 1936 in Berlin wurde sie Zweite hinter Monica Trump, deren Vater ihr jedoch die Reise nach Berlin verweigerte. Da Langdon jedoch zu arm war, um sich entsprechende Sportkleidung für die Spiele leisten zu können, bezahlte der Schriftsteller Erle Stanley Gardner, der ein Freund der Familie war, ihr diese. In Berlin trat sie im Alter von nur 13 Jahren und 250 Tagen am 8. August im Wettkampf über 200 m Brust an. Sie schied als Letzte ihres Vorlaufs aus und belegte im Endklassement den 20. Platz.
Bis 1944 sammelte McLagan viele nationale Rekorde und Meistertitel. Bei den British Empire Games 1938 gewann sie die Bronzemedaille über 220 Yards Brust.
Nach ihrem Rücktritt vom Sport wurde sie Lehrerin; 1988 wurde sie in die British Columbia Sports Hall of Fame aufgenommen.